# Copris cambodiensis
Copris cambodiensis là một loài bọ cánh cứng trong họ Bọ hung (Scarabaeidae).